# Sarcolaena grandiflora
Sarcolaena grandiflora är en tvåhjärtbladig växtart som beskrevs av Thou.. Sarcolaena grandiflora ingår i släktet Sarcolaena och familjen Sarcolaenaceae. Inga underarter finns listade i Catalogue of Life.